# Kashima-shinryū
La Kashima-shinryū (鹿島神流) est une école d'arts martiaux japonais qui existe depuis environ cinq siècles (koryu).
Les théories furent établies par trois samouraïs : Matsumoto Bizen-no-kami Ki no Masamoto, Kunii Genpachiro Kagetsugu et Kamiizumi Ise-no-kami Fujiwara no Hidetsuna, en s'inspirant principalement des techniques du style appelé « l'épée de Kashima » ainsi que de leur expérience sur les champs de bataille.
Le nom Kashima provient du nom du temple et de la ville où le style fut créé, situés dans la province d'Ibaraki, au bord du Pacifique, à l'est de Tokyo. Shinryû peut être traduit par « style divin » et signifie que les principes de l'école furent inspirés par la déité célébrée dans le temple shinto de Kashima : Takemikazuchi-no-Mikoto.
L'enseignement comprend le combat à mains nues (jujutsu) ainsi que la pratique de nombreuses armes : épée (kenjutsu et battojutsu), naginata, yari, shuriken, bâton long (bojutsu) et court (jojutsu), etc.
L'école eut une évolution relativement silencieuse au cours de l'époque d'Edo puis connut un regain d'intérêt à partir du début du XXe siècle avec le 18e shihanke, Kunii Zen'ya, surnommé le Musashi de Showa. De nos jours, la pratique continue sous la direction du 19e shihanke, Seki Humitake, principalement au Japon mais aussi en Amérique du Nord, Slovénie, Allemagne, Pays-Bas, Royaume-Uni et Finlande.
Une pratique différente du sabre, largement influencée par l'aïkido, est enseignée sous le nom de Kashima no tachi par Minoru Inaba au Japon. Ce dernier n'a étudié que le sabre, pendant environ un an, avec Kunii Zen'ya, prédécesseur de Seki Humitake.

## Kenjutsu
Les katas de sabre se décomposent en plusieurs séries dont voici les 5 premières.
- Kihon dachi (1re série, omote waza) : « Les bases du sabre ».

Cette première série comprend cinq katas dont les mouvements sont la base de l'école Kashima Shinryû. Travailler régulièrement ces techniques permet de développer les positions, les attitudes, la densité du corps et du hara permettant au pratiquant d'appréhender les autres séries avec des bases solides. Les exercices de kihon dachi consistent en duels à distance rapprochée (tachiai), qui permettent d'incorporer le but (gokui), de « épée, esprit, corps : trois ne faisant qu'un » (ken-shin-tai sanmi ittai). Ils sont généralement effectués avec un bokuto (grosse épée d'entraînement en bois).
1. Kesa giri
2. Ashibaraï ukibune
3. Kiri wari
4. Wari tsuki / Tsuki kaeshi
5. Kuraï dachi

- Ura dachi (2e série, ura waza) : « Retourner l'épée »

La deuxième série est la série où le shitachi (partenaire étudiant) pénètre les défenses du uchitachi (partenaire enseignant). Cette série s’effectue en reculant de trois bons pas de manière synchronisée entre les deux protagonistes. Ces exercices amènent les pratiquants à appliquer les techniques lorsqu'ils s'approchent l'un de l'autre (yukiai) et à calculer la distance d'engagement et le timing (maai). Avec la pratique d'ura dachi, le pratiquant est amené à comprendre que les techniques de Kashima Shinryû ne sont pas réactives mais requièrent qu'un des combattants saisisse l'initiative (sen-sen-no-sen).
1. Men tachi zuke
2. Kesa tachi zuke
3. Do tachi zuke
4. Gedan kote dome
5. Kyodachi kote giri
6. Sokui zuke
7. Mikiri kenchu taï
8. Naori taïchu ken
9. Kesa giri sode suri
10. Enbi ken

- Aishin kumitachi (3e série) : « Ensemble, synchronisation, les kens liés »

Cette série suppose la simultanéité et la synchronicité des deux protagonistes. Elle requiert d'un pratiquant qu'il apprenne à utiliser les mouvements en spirale pour unifier l’épée avec le flot initial de ki, et ainsi maîtriser une situation dans laquelle les deux parties tentent d'utiliser les mêmes mouvements l'un contre l'autre. Les techniques d'épée pratiquées dans ces exercices sont identiques à celles réalisées par les guerriers de haut rang avant même l'apparition de Kashima-Shinryû en tant qu'école identifiable.
1. Kumitachi kiridome
2. Kumitachi seigan
3. Kumiwakare warizuki/Kumiwakare tsuki kaeshi
4. Kumitachi kaeshigote
5. Kumiwakare taoshiuchi

- Jissen kumitachi (4e série) : « Le fruit, le résultat en combat, les kens liés »

Cette série résume les acquis des précédentes. Ces exercices enseignent au pratiquant à maîtriser les duels qui s'amorcent juste hors de portée des coups (ippo itto maai). À l'instant où le shitachi (partenaire étudiant) initie le mouvement, le uchitachi (partenaire enseignant) répond par la lecture et le suivi de son mouvement dans une tentative de saisir l'initiative (go-no-sen). Le shitachi est ainsi amené à exécuter la technique au plus haut niveau d’urawaza (technique interne). Pendant le XIXe siècle, lorsque la méthode de l'école Kashima-Shinryû était enseignée sous le nom de Shinkageryu aux guerriers activistes du domaine de Mito et autres, l'entraînement de kenjutsu était focalisé sur cet ensemble d'exercices seuls.
1. Tsuki kaeshi
2. Kiri wari
3. Sokui dachi
4. Hayanuki fudoken
5. Sodesuri seigan
6. Gedan koteuchi
7. Tsubame gaeshi
8. Gyaku gaeshi
9. Tsubazeri daoshi
10. Makitachi oikomi

- Kassen dachi (5e série) : « Combattre au ken sans concession »

Cette série induit la notion d’anticipation sente (« avant ») ainsi que celle de « destruction de l’équilibre », taoshi (« abattre, renverser »), et tsubushi (« casser, écraser »). Ces exercices enseignent la maîtrise des techniques adaptées aux champs de bataille au temps où les combattants portaient les armures traditionnelles japonaises et se chargeaient en duel à distance (yukiai). Ces techniques exploitent les points faibles de l'armure et emploient des principes mécaniques sophistiqués pour déséquilibrer l'adversaire.
1. Sente tsukiage
2. Sente seigan
3. Sente tsukikaeshi
4. Sente tsukadaoshi
5. Sente enbidaoshi
6. Jodan nukidaoshi
7. Gedan nukidaoshi
8. Fudoken
9. Kesa tsubushi
10. Muniken

## Jujutsu
Les principales techniques de combat à mains nues sont réparties dans ces séries :
- reiki-no-ho
- idori (6 techniques)
- tachiwaza (10 techniques)
- nagewaza (8 techniques)
- reikinage (10 techniques)
- kumiwaza kusogudori (10 techniques)
- toritegaeshi (37 techniques)
- ushirowaza (3 techniques)

## Autres techniques
La pratique d'autres armes se fait par l'étude des séries suivantes :
- battojutsu (~iaido) (32 techniques)
- kaiken/tantojutsu (8 techniques)
- jojutsu (10 techniques)
- naginatajutsu (20 techniques)
- bojutsu (20 techniques)
- sojutsu (10 techniques)
- jo tachiai (13 techniques)
- naginata tachiai (7 techniques)
- sojutsu tachiai (6 techniques)
- kusarigama tachiai' (5 techniques)
- tachiai naginata (15 techniques)

## Grades
La fédération Kashima-shinryū de sciences martiales reconnait la liste des grades suivants :
| grade                    | vêtements                                                                                          |
| ------------------------ | -------------------------------------------------------------------------------------------------- |
| Kirigami (切紙)          | ceinture blanche (kirigami est le grade permettant d'être accepté comme membre de Kashima-shinryū) |
| Shomokuroku (小目録)     | ceinture blanche, hakama noir                                                                      |
| Shoden (初伝)            | ceinture noire, hakama noir                                                                        |
| Chūden (中伝)            | ceinture noire, hakama noir                                                                        |
| Okuden (奥伝)            | ceinture noire, hakama blanc                                                                       |
| Kaiden (皆伝)            | ceinture noire, hakama blanc                                                                       |
| Menkyo kaiden (免許皆伝) | ceinture blanche, hakama blanc                                                                     |

## Lieux
La pratique de Kashima-shinryū est possible dans divers pays, dans plusieurs branches reconnues et gérées par la fédération Kashima-shinryū de sciences martiales :
- Japon : Tsukuba, Tokyo, Kyoto, Hokkaido…
- Amérique du Nord : Los Angeles, Athens, Bozeman
- Pays-bas : Breda
- Allemagne : Dresde, Frankfurt
- Finlande : Helsinki, Tampere
- Slovénie : Ljubljana
- Angleterre : Londres
- Israël : Jerusalem
- Polynésie Française : Tahiti